# Miki Tanaka

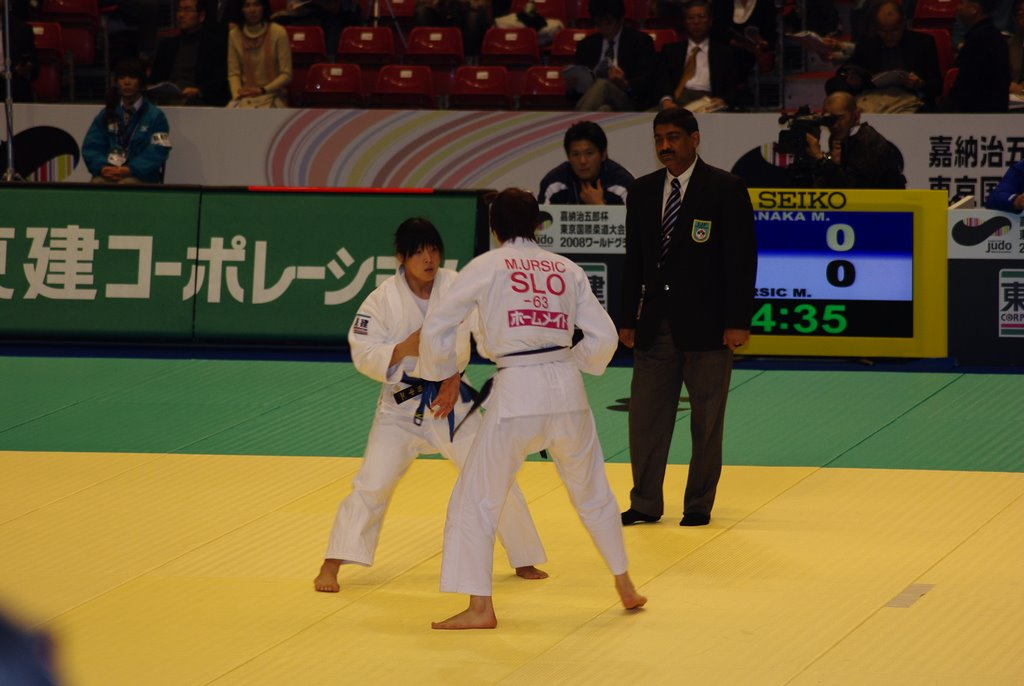
Miki Tanaka gegen Maja Uršič aus Slowenien (2008)

Miki Tanaka (jap. 田中美衣 Tanaka Miki; * 20. Oktober 1987) ist eine ehemalige japanische Judoka. 2010 wurde sie Weltmeisterschaftszweite in der Gewichtsklasse bis 63 Kilogramm.
Miki Tanaka belegte Ende 2008 den dritten Platz beim Grand-Slam-Turnier in Tokio. Anfang 2009 gewann sie in Sofia ihr erstes Weltcupturnier. Bei der Universiade 2009 in Belgrad belegte sie den zweiten Platz hinter der Taiwanerin Wang Chin-Fang. Ende 2009 gewann sie bei den Südostasienmeisterschaften. 2010 belegte Miki Tanaka bei den japanischen Meisterschaften den zweiten Platz hinter Yoshie Ueno. Bei den Weltmeisterschaften 2010 in Tokio erreichte Tanaka mit einem Halbfinalsieg über die Kubanerin Yaritza Abel das Finale, das sie gegen Yoshie Ueno verlor. 2011 erreichte Tanaka das Finale bei der Universiade in Shenzhen und belegte den zweiten Platz hinter der Niederländerin Esther Stam. Anfang 2012 gewann sie das Grand-Slam-Turnier in Paris. Bei den japanischen Meisterschaften 2012 unterlag sie Yoshie Ueno. Yoshie Ueno startete dann auch für Japan bei den Olympischen Spielen in London. 2013 gewann Tanaka eine Bronzemedaille bei den Asienmeisterschaften in Bangkok. Bei den Weltmeisterschaften 2013 in Rio de Janeiro belegte sie den siebten Platz. Ihr letztes großes Turnier war der Grand Prix in Budapest 2015, wo sie im Achtelfinale gegen die Australierin Katharina Haecker ausschied.